# خيط حرير (مسلسل)
خيط حرير مسلسل مصري، من إخراج إبراهيم فخر، وتأليف محمد سليمان عبد المالك. شارك في المسلسل عددًا من الفنانين، منهم: مي عز الدين، محمود عبد المغني، نيكولا معوض، مي سليم، سوسن بدر، صفاء الطوخي، وغيرهم.

## قصة المسلسل
تقع مسك الفتاة الفقيرة في حب رجل الأعمال حازم، ثم يغدر بها ويتركها. فتمر سنوات وتُصبح غنية، فتعود للانتقام منه ومن عائلته الذين تسببوا في تدمير حياتها.

## وصلات خارجية
- مسلسل خيط حرير على قاعدة بيانات الأفلام العربية.